# واکنش دوگانه (فیلم ۱۹۹۸)
واکنش دوگانه (انگلیسی: Double Take) یک فیلم سینمایی آمریکایی کانادایی در ژانر تریلر محصول ۱۹۹۸ به کارگردانی مارک ال. لستر است.

## بازیگران
- کریگ شفر در نقش کانر مک نیوان
- کستاس مندیلر در نقش هکتور
- بریجیت باکو در نقش نیکی کاپولی
- دن لت در نقش کارآگاه هارداوی
- توری هیگینسن در نقش پگی
- موریس گودین
- پیتر کلگان در نقش رابرت مید
- فرانک پلگرینو در نقش فرانکی